# Clytie nabataea
Clytie nabataea là một loài bướm đêm trong họ Erebidae.